# Kvalifikace na Mistrovství světa ve fotbale 2014 (UEFA) – skupina E
Skupina E kvalifikace na Mistrovství světa ve fotbale 2014 byla jednou z 9 evropských kvalifikačních skupin na tento šampionát. Postup na závěrečný turnaj si zajistil vítěz skupiny. Osm nejlepších týmů na druhých místech ze všech skupin hrálo baráž, zatímco nejhorší tým na druhých místech přímo vypadl.

## Tabulka
| Tým       | Z  | V | R | P | VG | IG | +/- | B  |
| --------- | -- | - | - | - | -- | -- | --- | -- |
| Švýcarsko | 10 | 7 | 3 | 0 | 17 | 6  | +11 | 24 |
| Island    | 10 | 5 | 2 | 3 | 17 | 15 | +2  | 17 |
| Slovinsko | 10 | 5 | 0 | 5 | 14 | 11 | +3  | 15 |
| Norsko    | 10 | 3 | 3 | 4 | 10 | 13 | -3  | 12 |
| Albánie   | 10 | 3 | 2 | 5 | 9  | 11 | -2  | 11 |
| Kypr      | 10 | 1 | 2 | 7 | 4  | 15 | -11 | 5  |

- Švýcarsko postoupilo na Mistrovství světa ve fotbale 2014.[1]
- Island postoupil do evropské baráže.

## Zápasy
Rozpis zápasů měl být dohodnut na setkání zástupců účastníků této skupiny v Curychu dne 22. listopadu 2011, ale ke konsensu nedošlo, a tak rozpis na konci setkání náhodně vygeneroval počítač.
| 7. září 2012 20:30 UTC+2 |        |                     |                                        |
| Slovinsko                | 0 – 2  | Švýcarsko           | Stožice Stadium, Lublaň diváci: 13 213 |
|                          | Report | Xhaka 20' Inler 51' | Stožice Stadium, Lublaň diváci: 13 213 |

| 7. září 2012 18:45 UTC±0    |        |        |                                           |
| Island                      | 2 – 0  | Norsko | Laugardalsvöllur, Reykjavík diváci: 8 352 |
| Árnason 21' Finnbogason 81' | Report |        | Laugardalsvöllur, Reykjavík diváci: 8 352 |

| 7. září 2012 20:30 UTC+2        |        |             |                                                    |
| Albánie                         | 3 – 1  | Kypr        | Qemal Stafa National Stadium, Tirana diváci: 9 400 |
| Sadiku 35' Çani 84' Bogdani 86' | Report | Laban 45+2' | Qemal Stafa National Stadium, Tirana diváci: 9 400 |

| 11. září 2012 20:00 UTC+2       |        |           |                                       |
| Norsko                          | 2 – 1  | Slovinsko | Ullevaal Stadion, Oslo diváci: 11 168 |
| Henriksen 26' J. A. Riise 90+4' | Report | Šuler 16' | Ullevaal Stadion, Oslo diváci: 11 168 |

| 11. září 2012 20:00 UTC+3 |        |        |                                                     |
| Kypr                      | 1 – 0  | Island | Antonis Papadopoulos Stadium, Larnaka diváci: 1 600 |
| Makrides 57'              | Report |        | Antonis Papadopoulos Stadium, Larnaka diváci: 1 600 |

| 11. září 2012 20:30 UTC+2    |        |         |                                      |
| Švýcarsko                    | 2 – 0  | Albánie | Swissporarena, Lucern diváci: 16 500 |
| Shaqiri 23' Inler 68' (pen.) | Report |         | Swissporarena, Lucern diváci: 16 500 |

| 12. října 2012 20:30 UTC+2 |        |               |                                      |
| Švýcarsko                  | 1 – 1  | Norsko        | Stade de Suisse, Bern diváci: 30 712 |
| Gavranović 79'             | Report | Hangeland 81' | Stade de Suisse, Bern diváci: 30 712 |

| 12. října 2012 19:00 UTC+2 |        |                                 |                                                    |
| Albánie                    | 1 – 2  | Island                          | Qemal Stafa National Stadium, Tirana diváci: 8 200 |
| Çani 29'                   | Report | Bjarnason 18' G. Sigurðsson 81' | Qemal Stafa National Stadium, Tirana diváci: 8 200 |

| 12. října 2012 20:45 UTC+2 |        |               |                                    |
| Slovinsko                  | 2 – 1  | Kypr          | Ljudski vrt, Maribor diváci: 7 988 |
| Matavž 38', 61'            | Report | Aloneftis 83' | Ljudski vrt, Maribor diváci: 7 988 |

| 16. října 2012 20:00 UTC+3 |        |                                               |                                                     |
| Kypr                       | 1 – 3  | Norsko                                        | Antonis Papadopoulos Stadium, Larnaka diváci: 2 493 |
| Aloneftis 42'              | Report | Hangeland 44' Elyounoussi 81' (pen.) King 83' | Antonis Papadopoulos Stadium, Larnaka diváci: 2 493 |

| 16. října 2012 18:30 UTC±0 |        |                             |                                           |
| Island                     | 0 – 2  | Švýcarsko                   | Laugardalsvöllur, Reykjavík diváci: 8 369 |
|                            | Report | Barnetta 66' Gavranović 79' | Laugardalsvöllur, Reykjavík diváci: 8 369 |

| 16. října 2012 20:45 UTC+2 |        |           |                                                    |
| Albánie                    | 1 – 0  | Slovinsko | Qemal Stafa National Stadium, Tirana diváci: 9 000 |
| Roshi 36'                  | Report |           | Qemal Stafa National Stadium, Tirana diváci: 9 000 |

| 22. března 2013 18:00 UTC+1 |        |                        |                               |
| Slovinsko                   | 1 – 2  | Island                 | Stožice, Lublaň diváci: 6 000 |
| Novaković 34'               | Report | G. Sigurðsson 55', 78' | Stožice, Lublaň diváci: 6 000 |

| 22. března 2013 19:00 UTC+1 |        |            |                                       |
| Norsko                      | 0 – 1  | Albánie    | Ullevaal Stadion, Oslo diváci: 11 207 |
|                             | Report | Salihi 67' | Ullevaal Stadion, Oslo diváci: 11 207 |

| 23. března 2013 18:30 UTC+2 |        |           |                                    |
| Kypr                        | 0 – 0  | Švýcarsko | GSP Stadium, Nikósie diváci: 3 572 |
|                             | Report |           | GSP Stadium, Nikósie diváci: 3 572 |

| 7. června 2013 20:30 UTC+2 |        |           |                                                     |
| Albánie                    | 1 – 1  | Norsko    | Qemal Stafa National Stadium, Tirana diváci: 15 000 |
| Rama 41'                   | Report | Høgli 87' | Qemal Stafa National Stadium, Tirana diváci: 15 000 |

| 7. června 2013 19:00 UTC±0           |        |                                               |                                           |
| Island                               | 2 – 4  | Slovinsko                                     | Laugardalsvöllur, Rejkjavík diváci: 9 202 |
| Bjarnason 22' Finnbogason 26' (pen.) | Report | Kirm 11' Birsa 31' (pen.) Cesar 61' Krhin 85' | Laugardalsvöllur, Rejkjavík diváci: 9 202 |

| 8. června 2013 17:30 UTC+2 |        |      |                                        |
| Švýcarsko                  | 1 – 0  | Kypr | Stade de Genève, Ženeva diváci: 16 900 |
| Seferović 90'              | Report |      | Stade de Genève, Ženeva diváci: 16 900 |

| 6. září 2013 20:30 UTC+2 |        |         |                                |
| Slovinsko                | 1 – 0  | Albánie | Stožice, Lublaň diváci: 13 864 |
| Kampl 15'                | Report |         | Stožice, Lublaň diváci: 13 864 |

| 6. září 2013 20:30 UTC+2                            |        |                                           |                                      |
| Švýcarsko                                           | 4 – 4  | Island                                    | Stade de Suisse, Bern diváci: 26 000 |
| Lichtsteiner 15', 30' Schär 27' Džemaili 54' (pen.) | Report | Guðmundsson 3', 68', 90+1' Sigþórsson 56' | Stade de Suisse, Bern diváci: 26 000 |

| 6. září 2013 19:00 UTC+2 |        |      |                                       |
| Norsko                   | 2 – 0  | Kypr | Ullevaal Stadion, Oslo diváci: 11 295 |
| Elyounoussi 43' King 66' | Report |      | Ullevaal Stadion, Oslo diváci: 11 295 |

| 10. září 2013 21:30 UTC+3 |        |                          |                                  |
| Kypr                      | 0 – 2  | Slovinsko                | GSP Stadium, Nikósie diváci: 700 |
|                           | Report | Novaković 12' Iličić 80' | GSP Stadium, Nikósie diváci: 700 |

| 10. září 2013 19:00 UTC±0    |        |           |                                           |
| Island                       | 2 – 1  | Albánie   | Laugardalsvöllur, Rejkjavík diváci: 9 768 |
| Bjarnason 14' Sigþórsson 47' | Report | Valdet 9' | Laugardalsvöllur, Rejkjavík diváci: 9 768 |

| 10. září 2013 19:00 UTC+2 |        |                |                                       |
| Norsko                    | 0 – 2  | Švýcarsko      | Ullevaal Stadion, Oslo diváci: 16 631 |
|                           | Report | Schär 12', 51' | Ullevaal Stadion, Oslo diváci: 16 631 |

| 11. října 2013 20:45 UTC+2 |        |        |                                     |
| Slovinsko                  | 3 – 0  | Norsko | Ljudski vrt, Maribor diváci: 10 890 |
| Novaković 13', 15', 49'    | Report |        | Ljudski vrt, Maribor diváci: 10 890 |

| 11. října 2013 18:45 UTC±0    |        |      |                                           |
| Island                        | 2 – 0  | Kypr | Laugardalsvöllur, Rejkjavík diváci: 9 767 |
| Sigþórsson 60' Sigurðsson 76' | Report |      | Laugardalsvöllur, Rejkjavík diváci: 9 767 |

| 11. října 2013 20:30 UTC+2 |        |                      |                                             |
| Albánie                    | 1 – 2  | Švýcarsko            | Stadiumi Qemal Stafa, Tirana diváci: 14 000 |
| Salihi 89' (pen.)          | Report | Shaqiri 48' Lang 79' | Stadiumi Qemal Stafa, Tirana diváci: 14 000 |

| 15. října 2013 20:00 UTC+2 |        |           |                                      |
| Švýcarsko                  | 1 – 0  | Slovinsko | Stade de Suisse, Bern diváci: 22 014 |
| Xhaka 74'                  | Report |           | Stade de Suisse, Bern diváci: 22 014 |

| 15. října 2013 20:00 UTC+2 |        |                |                                      |
| Norsko                     | 1 – 1  | Island         | Ullevaal Stadion, Oslo diváci: 6 796 |
| Braaten 30'                | Report | Sigþórsson 12' | Ullevaal Stadion, Oslo diváci: 6 796 |

| 15. října 2013 19:00 UTC+3 |        |         |                                  |
| Kypr                       | 0 – 0  | Albánie | GSP Stadium, Nikósie diváci: 341 |
|                            | Report |         | GSP Stadium, Nikósie diváci: 341 |